# 西卡文德爾峰
47°25′48″N 11°17′56″E / 47.43000°N 11.29889°E

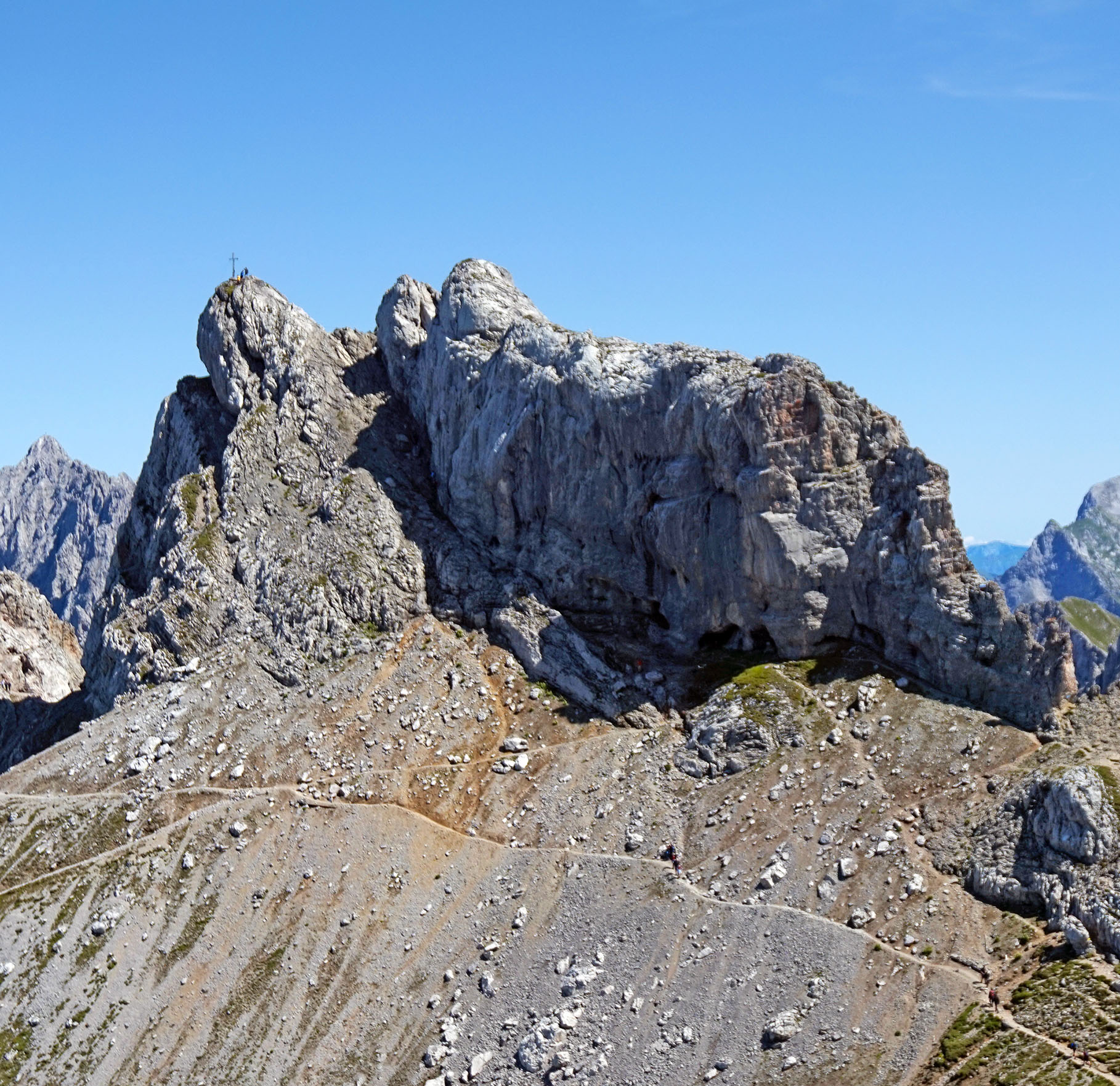

西卡文德爾峰（德语：Westliche Karwendelspitze）是中歐的山峰，位於奧地利和德國接壤的邊境，屬於卡文德爾山脈的一部分，海拔高度2,385米，每年平均降雨量1,666毫米，人類在1654年首次登頂。